# Caramagna Piemonte
Caramagna Piemonte är en ort och kommun i provinsen Cuneo i regionen Piemonte i Italien. Kommunen hade 3 090 invånare (2018).